# Jiří Máca
Jiří Máca (* 1. května 1957, Praha) je český stavební inženýr, profesor, salesiánský spolupracovník a od roku 2018 děkan stavební fakulty ČVUT (FSv ČVUT). Působí také jako vedoucí katedry mechaniky FSv ČVUT.

## Život

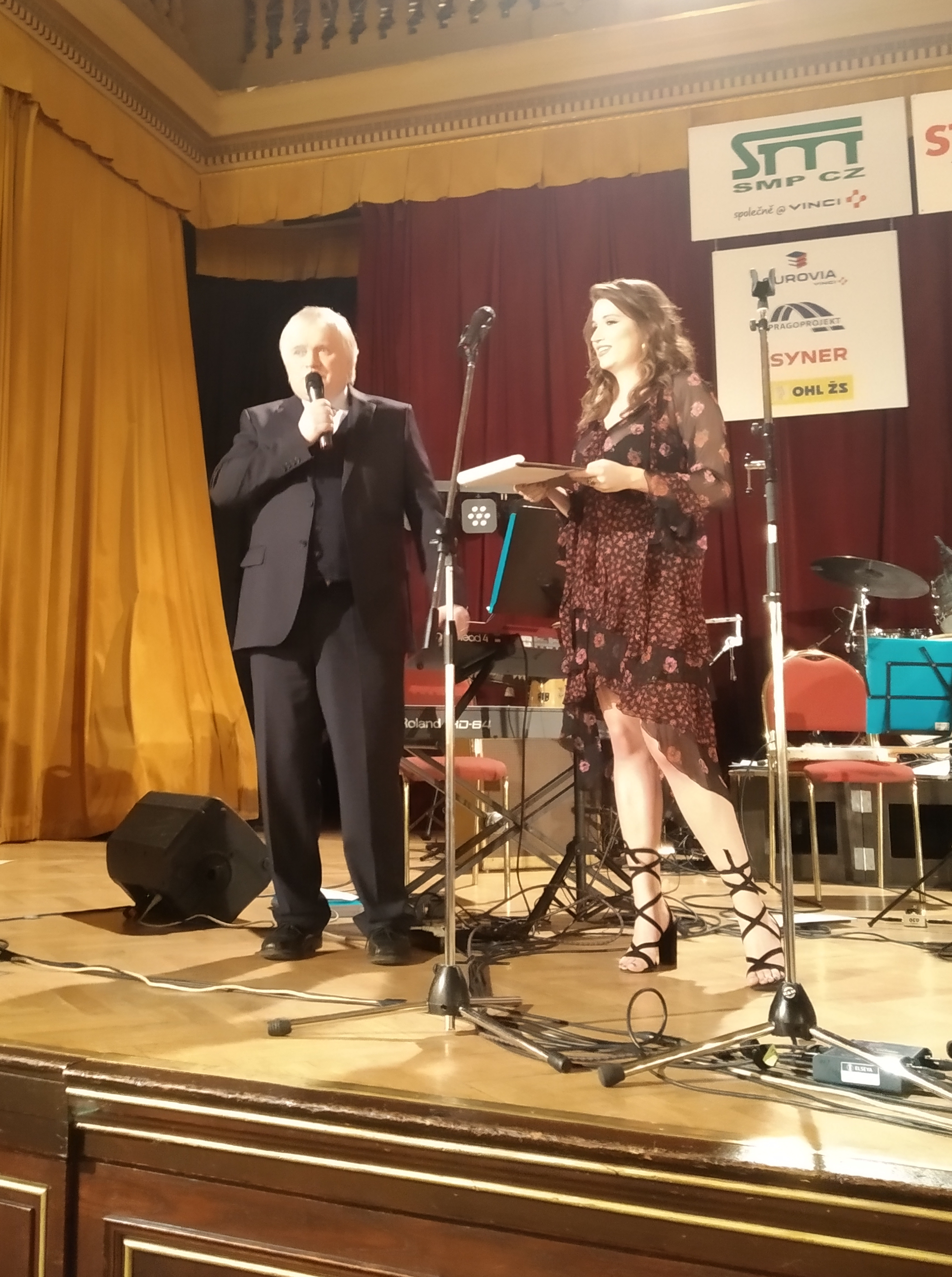
Jiří Máca na fakultním plese

Jiří Máca absolvoval v roce 1981 na fakultě stavební inženýrský obor Konstrukce a dopravní stavby s červeným diplomem, pokračoval pak na Kloknerově ústavu, kde získal v roce 1987 titul CSc. v oboru Mechanika tuhých a poddajných těles a prostředí. V letech 1986–1992 pracoval na Ústavu teoretické a aplikované mechaniky Akademie věd České republiky (ÚTAM AVČR), mezitím v letech 1990–1991 absolvoval zahraniční stáž na University of Wales ve Swansea. Od roku 1992 pak působil jako odborný asistent na katedře mechaniky FSv ČVUT, v roce 1997 byl habilitován v oboru Mechanika a pokračoval jako docent na stejné katedře, o deset let později (5. 11. 2007) byl jmenován profesorem v oboru Teorie stavebních konstrukcí a materiálů.
V letech 2003–2018 působil na FSv ČVUT jako proděkan pro pedagogickou činnost, od roku 2008 vede katedru mechaniky. O roku 2003 je členem vědecké rady FSv ČVUT. V roce 2017 podal kandidátku na děkana fakulty a ve volbě 18. října 2017 porazil protikandidáta, prof. Karla Kabeleho, když dostal 20 hlasů ze 29. Od 1. února 2018 se po Aleně Kohoutkové stal děkanem fakulty, slavnostní inaugurace proběhla 27. února v Betlémské kapli. O kandidatuře na děkana uvažoval již na konci mandátu prof. Zdeňka Bittnara, ale převážil u něj názor, že by nebylo moudré mít dva děkany z katedry mechaniky po sobě. Svou volbu přikládá zkušenostem s vedením katedry i fungováním v týmu dosavadních děkanů (A. Kohoutkové a Z. Bittnara) V roce 2021 byl zvolen na druhé funkční období 2022–2026.
Odborně se zabývá zejména dynamikou stavebních konstrukcí, seismicitou, interakcí osob a konstrukcí a matematickým modelováním v mechanice konstrukcí. Vyučuje bakalářské, magisterské i doktorské předměty související s oblastmi jeho odborného zájmu, vede doktorandy a účastní se řešení grantů. Prosazuje slučování více předmětů do větších bloků, nicméně v případě náročného a studenty kritizovaného předmětu Navrhování nosných konstrukcí (NNK) ustoupil a předmět rozdělil. Podporuje zahraniční výjezdy studentů a stáže, také chce, aby alespoň jeden předmět magisterského studia byl vyučován v angličtině.
V rámci ČVUT je členem kolegia a grémia FSv ČVUT, kolegia a grémia ČVUT, je předsedou vědecké rady FSv ČVUT a členem vědecké rady ČVUT a také členem rady Univerzitního centra energeticky efektivních budov ČVUT (UCEEB). Mimo ČVUT je dále členem technické normalizační komise TNK 38 Spolehlivost stavebních konstrukcí a v rámci GAČR byl členem oborové komise technických věd (2013–2017) a členem (2013–2015) a předsedou (2015–2017) panelu P105. Kromě toho je členem prezidia Českého svazu stavebních inženýrů (ČSSI) a členem mezinárodních organizací Intemational Association for Shell and Spatial Structures (ASS), European Association for Structural Mechanics (EASD) a České společnosti pro mechaniku (ČSM).
Jiří Máca je praktikujícím křesťanem a Ježíše Krista považuje za nejvíce inspirativní osobnost všech dob; působil jako koordinátor Asociace salesiánských spolupracovníků (ASC) a jako člen provinciální rady, později vedl místní společenství ASC Praha-jih. Obdivuje gotickou architekturu a rád chodí po horách, nejradši má rakouské a švýcarské Alpy. V roce 2015 sponzoroval výstavbu 5. zastavení křížové cesty v Praze-Modřanech. V květnu 2023 byl jeden ze zástupců studentské soutěže Inspireli Awards, kteří se při generální audienci setkali s papežem Františkem a předali mu úlomek z budovy českého sila poničeného při výbuchu v Bejrútě, následně se setkali i s představiteli Dikasteria pro kulturu a vzdělávání.
Je ženatý a má tři děti, s manželkou Irenou vedl přípravné kurzy na manželství.